# Paragomphus lacustris
Paragomphus lacustris är en trollsländeart som först beskrevs av Karsch 1890.  Paragomphus lacustris ingår i släktet Paragomphus och familjen flodtrollsländor. IUCN kategoriserar arten globalt som livskraftig. Inga underarter finns listade i Catalogue of Life.